# Année internationale de la lumière et des techniques utilisant la lumière
Pour les articles homonymes, voir IYL.
L’année internationale de la lumière et des techniques utilisant la lumière (en abrégé AIL 2015 ; en anglais : International Year of Light and Light-Based Technologies, IYL 2015) s'étend sur l'ensemble de l'année 2015 et a été proclamée par l’Assemblée générale des Nations unies le 20 décembre 2013,.

## Commémorations et événements organisés
Cette année permet la commémoration de plusieurs grands événements scientifiques du domaine de l'optique notamment l'anniversaire du millénaire des grandes découvertes des scientifiques arabes du Xe siècle, l'anniversaire de la découverte du laser en 1960 et celle de l'utilisation des fibres optiques en télécommunication en 1965,.
La cérémonie de lancement de l’Année internationale de la lumière a eu lieu au siège de l’Unesco en France à Paris les 19 et 20 janvier 2015.
« L'Année internationale de la lumière et des techniques utilisant la lumière » sera une excellente occasion de sensibiliser le monde à la manière dont les technologies basées sur la lumière peuvent promouvoir le développement durable et offrent des solutions aux défis mondiaux dans les domaines de l'énergie, de l'éducation, de l'agriculture et de la santé. L’UNESCO et ses partenaires utiliseront cette Année pour favoriser l'éducation et la formation dans le monde entier en mettant l'accent sur l'Afrique, dans le but d'assurer un accès plus universel à ces technologies. » reconnaissent les représentants de l'Unesco.
Parallèlement à ce lancement, un concert du violoniste américain Joshua Bell et une installation lumineuse de l’artiste finlandais Kari Kola projetée sur le siège de l’UNESCO pour recréer une aurore boréale ont été organisés. La dimension culturelle de la lumière sera également mise en valeur par une représentation du mythe fondateur maori de Te Ao Mārama – le monde de lumière, ainsi que par des expositions et des projections lumineuses. D'après la genèse maorie, à l'origine, seul le vide et les ténèbres existaient. Différentes formes de vie s'y sont arrachées. L'environnement s'est donc constitué par cycles successifs. Le premier cycle explique le cheminement vers la lumière, époque de Te Ao Marama. Les deux parents originels, Ranginui, le Ciel et Papatuanuku, la terre s'aimèrent et eurent beaucoup d'enfants qui se tenaient blottis dans l'obscurité. Rangi pour cacher la nudité de Papa le couvrit de plantes, arbres et reptiles. Des poissons ont été mis dans la mer, des oiseaux et des animaux dans la végétation. Les premiers hommes étaient des dieux ce qui n'empêchaient pas pour autant les conflits. Les enfants, ne souhaitant plus être constamment dans l'obscurité, décidèrent de se désolidariser de l'étreinte de leurs parents. Tane, le Dieu des arbres et des oiseaux, réussit à les séparer, réussissant à détacher le ciel de la terre, entraînant les pleurs des parents qui sont les premières pluies, rosées et brumes.
Pendant cette Année internationale, de multiples commémorations en lien avec des  étapes cruciales de l'histoire de la science de la lumière datant de 1000, 200, 150, 100 et 50 ans seront présentées.
Al-Hasan Ibn Al-Haytham, physicien, philosophe et mathématicien du Xe siècle originaire de Bassorah (Iraq), est considéré comme le père de l’optique moderne et de la méthode scientifique. En 1015, il a pour la première fois dans son ouvrage Kitab al-Manazir (le livre d’optique)  décrit les lois de la réfraction de la lumière, au cours d'une période de créativité et d'innovation accrue célèbre sous le nom de l’Âge d'Or de l’Islam.
Une campagne internationale « 1001 inventions et l’univers d’Ibn Al-Haytham » est lancée par l’UNESCO en partenariat avec 1001 Inventions, une organisation de valorisation du patrimoine culturel et scientifique.
Des siècles plus tard, Snellius, Descartes et Huygens corroboreront cette première description.
En 1815, Augustin Fresnel a expliqué la théorie de la lumière considérée comme une onde se démarquant de la théorie corpusculaire de Gassendi et Newton.
En 1865, le physicien écossais James Maxwell met en équation la théorie électromagnétique dynamique de la lumière.
Albert Einstein rejoint le « Hall of Fame » pour sa théorie de la Relativité Générale en 1916, qui a confirmé le rôle central de la lumière à la fois dans l'espace et le temps;
Un hommage à Arno Penzias et Robert Woodrow Wilson sera rendu « pour leur découverte en 1965 du Rayonnement Thermique Cosmologique, un écho de l'origine de l'Univers qui nous permet de cartographier l'Univers tel qu'il serait apparu peu de temps après le Big Bang il y a 13,7 milliards années, en utilisant des technologies sophistiquées ».
Le responsable de la direction du IYL 2015 est John Dudley.

## Sponsors
Les sponsors qui ont aidé à composer le dossier et proposer le thème de l'année 2015 sont de grandes organisations scientifiques et technologiques de l'optique : l'Optical Society, la SPIE, la IEEE Photonics Society (en), la Société américaine de physique et la Société européenne de physique.
En France, l'Année internationale de la Lumière est placée sous le haut patronage de François Hollande, président de la République, et a reçu le parrainage des prix Nobel de physique Claude Cohen-Tannoudji et Serge Haroche.